# Wicked (musical)
Wicked: A História Não Contada das Bruxas de Oz (do original Wicked: The Untold Story of the Witches of Oz) é um musical composto por Stephen Schwartz com libreto de Winnie Holzman. A obra é baseada no romance de 1995 de Gregory Maguire, Wicked: The Life and Times of the Wicked Witch of the West, por sua vez baseado no livro de L. Frank Baum, The Wonderful Wizard of Oz e sua adaptação cinematográfica de 1939, O Mágico de Oz.
Wicked é contado pela perspectiva das bruxas da Terra de Oz: Elphaba, a Bruxa Má do Oeste, e Glinda, a Bruxa Boa do Norte. Seu enredo passa pela origem da amizade improvável das duas, mesmo com personalidades opostas e diferentes pontos de vista; a rivalidade graças a um interesse amoroso em comum; a reação ao governo corrupto do Mágico de Oz e, por fim, a conversão de Elphaba em vilã da história. Assim, a trama começa antes e segue após a chegada de Dorothy, e, por isso, inclui diversas referências ao filme de 1939.
Produzido pela Universal Pictures em coligação com Marc Platt, Jon B. Platt, e David Stone, com direção de Joe Mantello e produção coreografia original de Wayne Cilento, Wicked estreou na Broadway no Gershwin Theatre em outubro de 2003, depois de completar os testes pré-Broadway em teatros de São Francisco em maio e junho daquele ano. Suas estrelas originais incluíam Idina Menzel como Elphaba, Kristin Chenoweth como Glinda, e Joel Grey como o Mágico de Oz. A produção original da Broadway venceu três Tony Awards e seis Drama Desk Awards, enquanto seu álbum de elenco recebeu um Grammy. No dia 11 de abril de 2023, tendo executado 7,486 apresentações, Wicked ultrapassou Cats, se tornando o quarto  espetáculo com mais tempo em cartaz na história da Broadway. Uma apresentação típica do musical leva cerca de duas horas e trinta minutos, incluindo um intervalo entre atos, de quinze minutos.
O sucesso do musical na Broadway acabou gerando várias outras montagens nos Estados Unidos e em outros (16) países até hoje. Desde a sua estreia em 2003, Wicked quebrou recordes de bilheteria em todo o mundo, liderando a venda de ingressos em Los Angeles, Chicago, St. Louis, e Londres. Na semana encerrada em 2 de janeiro de 2011, as turnês em Londres, Broadway, e em outras cidades quebraram simultaneamente seus respectivos recordes de bilheteria. Na última semana de 2013, a produção quebrou seu recorde novamente, se tornando o único musical na história da Broadway a contabilizar um lucro de cerca de $3,2 milhões de dólares em uma semana. Em 2016, Wicked ultrapassou $1 bilhão de dólares em receita total da Broadway, juntando-se a O Fantasma da Ópera e O Rei Leão como os únicos shows da Broadway a fazê-lo. Em 2017, Wicked ultrapassou O Fantasma da Ópera, e tornou-se o segundo musical de maior bilheteria da Broadway.
O filme de Wicked, dividido em duas partes, dirigido por Jon M. Chu e estrelado por Cynthia Erivo como Elphaba, Ariana Grande como Glinda e Jonathan Bailey como Fiyero, está atualmente sendo gravado. A primeira parte foi lançada em 27 de novembro de 2024 e a segunda tem previsão de lançamento para 21 de novembro de 2025.

## Wicked no Brasil
Em novembro de 2015 a empresa Time For Fun, empresa líder no mercado de entretenimento, anunciou que realizaria a primeira montagem do espetáculo na América do Sul, em São Paulo, no Teatro Renault. A peça contou com as atrizes Fabi Bang como Glinda, e Myra Ruiz como Elphaba, e teve sua estreia em março de 2016, com temporada estendida até 18 de dezembro. Devido ao seu enorme sucesso, em outubro de 2022 foi anunciado o retorno de Wicked ao Brasil em uma montagem inédita de março à julho de 2023 no Teatro Santander, também em São Paulo. Myra e Fabi receberam o convite dos produtores para retornarem aos seus papéis como protagonistas. O musical teve os ingressos de todas as sessões esgotados faltando mais de um mês para o fim da temporada. O musical irá retornar em uma curta temporada entre março e abril de 2025, com o retorno de Myra e Fabi confirmado. Em 5 de dezembro, durante a CCXP, foi relevado todo o elenco.
Em 2025, o musical teve sua estreia no dia 20 de março de 2025 e ficará em cartaz. com temporada estendida até o dia 8 de julho no Teatro Renault - São Paulo. A terceira montagem no país é uma não réplica e conta com novos cenários, novos figurinos, algumas mudanças sutis em músicas e até musicas inéditas, além de novos voos que surpreendem o público.
Elenco do musical (versão 2025)
| Personagem      | Ator | Substituto |
| --------------- | --- | --- |
| Elphaba         | Myra Ruiz | Thabata Almeida e Gabriela Gatti |
| Glinda          | Fabi Bang | Verônica Goeldi e Bel Barros |
| Fyero           | Hypólyto | Rodrigo Garcia e Edmundo Victor |
| Madame Morrible | Karin Hils | Ana Araújo |
| O Mágico de Oz  | Baccic | Thiago Perticarri |
| Nessarose       | Luisa Bresser | Nicole Luz |
| Dr. Dillamond   | Arízio Magalhães | Marco Azevedo |
| Boq             | Thadeu Torres | Lucas Bocalon |
| Ensemble        | Pedro Navarro, Rodrigo Garcia, Tabatha Almeida, Thaiel, Thaiane Chuvas, Thiago Perticarri, Verõnica Goeldi, Vitor Veiga, Edmundo Victor, Gabriela Gatti, Giaelle Alfano, Larissa Graiauskas, Lucas Bocalon, Marco Azevedo, Mariana Giannotti, Nicole Luz, Afonso Monteiro, Ana Araújo, Bel Barros, Bella Daneluz, Belle Ramos Abib, Bruno Albuquerque, Clarty Galvão e Daniel Caldini | Pedro Navarro, Rodrigo Garcia, Tabatha Almeida, Thaiel, Thaiane Chuvas, Thiago Perticarri, Verõnica Goeldi, Vitor Veiga, Edmundo Victor, Gabriela Gatti, Giaelle Alfano, Larissa Graiauskas, Lucas Bocalon, Marco Azevedo, Mariana Giannotti, Nicole Luz, Afonso Monteiro, Ana Araújo, Bel Barros, Bella Daneluz, Belle Ramos Abib, Bruno Albuquerque, Clarty Galvão e Daniel Caldini |
| Swings          | Alvinho de Pádua, Mari Saraiva, Sérgio Blur e Vanessa Costa | Alvinho de Pádua, Mari Saraiva, Sérgio Blur e Vanessa Costa |

## Criação e desenvolvimento

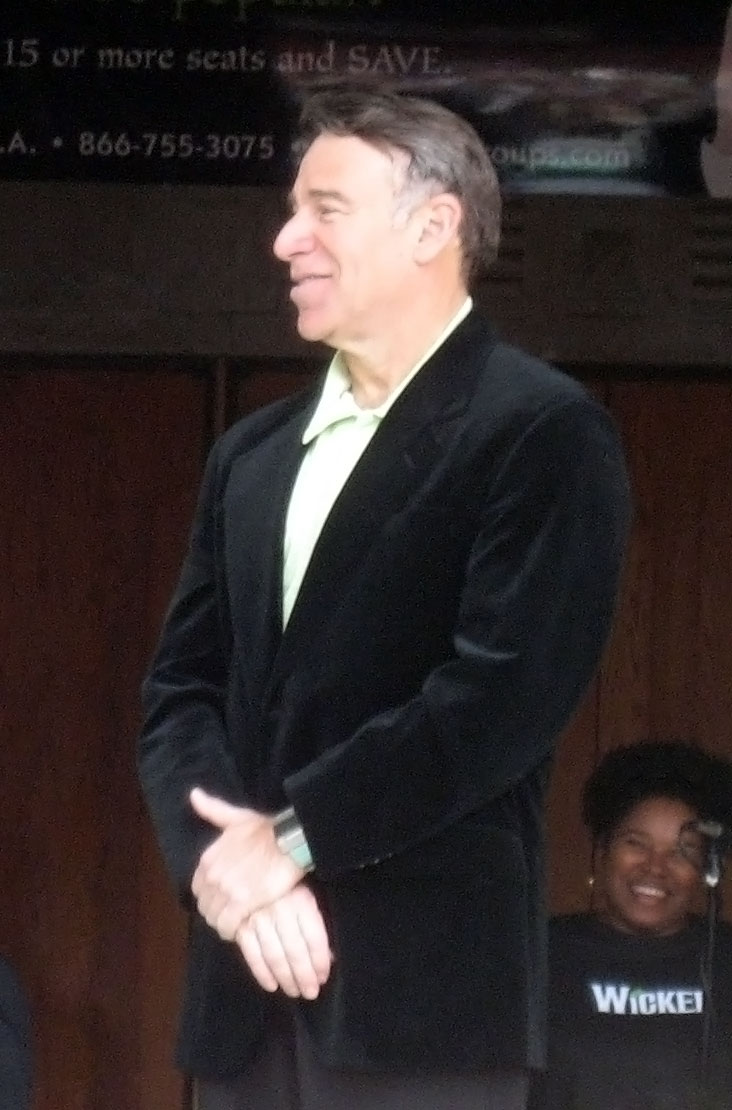
O compositor e letrista de Wicked, Stephen Schwartz

O compositor e letrista Stephen Schwartz leu o romance de 1995 de Gregory Maguire, enquanto estava de férias, e viu seu potencial para uma adaptação dramática. Maguire, no entanto, tinha liberado os direitos para a Universal, que planejava desenvolver um filme live-action baseado no livro. Schwartz encontrou Maguire em Connecticut em 1998, e o convenceu a liberar os direitos de sua obra para uma produção teatral, ao mesmo tempo em que pretendia fazer o que chamou de "apelo veemente" ao produtor da Universal, Marc Platt, para realizar sua potencial adaptação. Persuadido, Platt assinou como co-produtor do projeto junto a Universal e David Stone.
O romance, descrito como um comentário político, social e ético sobre a natureza do bem e do mal, tem lugar na Terra de Oz, nos anos que antecederam a chegada de Dorothy. A história gira em torno de Elphaba, uma menina de pele cor verde-esmeralda, incompreendida, inteligente e de personalidade forte, que cresceria e se tornaria a famosa Bruxa Malvada do Oeste. E Galinda, a bela menina loira e popular que cresceria para se tornar Glinda, a Bruxa Boa do Norte. A história é dividida em cinco seções diferentes com base na localização da trama e nos acontecimentos presentes, com personagens e situações advindas do livro de 1900, de L. Frank Baum, e do filme de 1939. Ele é projetado para o espectador refletir sobre o que é realmente ser "Wicked" (mau), e se as boas intenções com maus resultados são os mesmos que más intenções com maus resultados. Schwartz considerava como poderia condensar da melhor forma a trama densa e complicada do romance em um roteiro sensível. Para este fim, ele colaborou com o escritor premiado pelo Emmy Award, Winnie Holzman, para desenvolver o esboço da trama ao longo de um ano.
Enquanto o rascunho da peça seguiu a ideia de Maguire de recontar a história do filme de 1939 da perspectiva da vilã, o enredo da adaptação para o palco "vai muito além" do romance em si. Como Holzman observou em uma entrevista para a Playbill, "Foi uma ideia brilhante [de Maguire] pegar esta figura odiada e contar as coisas do seu ponto de vista, de ter as duas bruxas como companheiras de quarto na faculdade, mas a maneira em que a amizade delas se desenvolve - e realmente a trama toda - é diferente no palco".  Schwartz justificou o desvio, dizendo: "Primeiramente estamos interessados na relação entre Galinda - que se torna Glinda - e Elphaba... a amizade dessas duas mulheres e como seus personagens as levam a destinos completamente diferentes". Além desta mudança de foco, outras modificações incluem a aparência de Fiyero como um espantalho,  a sobrevivência da Elphaba no final, Nessarose utilizando uma cadeira de rodas em vez de ter nascido sem braços, Boq tendo um interesse amoroso contínuo por Glinda e eventualmente se tornando o Homem de Lata, o corte completo dos anos de Elphaba em Vinkus (oeste da terra de Oz), a exclusão do nascimento de Liir, Fiyero não tendo esposa e filhos, Doutor Dillamond sendo demitido em vez de assassinado e Madame Morrible indo para a prisão em vez de morrer. O libreto, letras e partituras para o musical foram desenvolvidos através de uma série de leituras. Para estas oficinas de desenvolvimento, Kristin Chenoweth, atriz vencedora do Tony a quem Stephen Schwartz tinha em mente ao compor a música para a personagem, juntou-se ao projeto como Glinda. Stephanie J. Block originalmente ensaiou o papel de Elphaba antes da colega Idina Menzel ser escalada para ele no final de 2000. No início do mesmo ano, os criadores recrutaram o produtor novaiorquino David Stone, que começou a transição da produção do workshop em uma produção completa Broadwaydiana. Joe Mantello foi contratado como diretor e Wayne Cilento como coreógrafo, enquanto a estilista premiada do Tony, Eugene Lee, criou o cenário e a estilização para a produção baseada em ambas as ilustrações originais de W. W. Denslow para os livros de Baum e das concepções de Maguire, onde a história está sendo contada através de um relógio gigante. A figurinista Susan Hilferty criou mais de duzentos de figurinos em estilo Eduardiano, enquanto que o designer de iluminação, Kenneth Posner, usou mais de 800 luzes individuais para dar a cada um dos 54 cenários distintos  "seu próprio clima." Até abril 2003, um elenco completo tinha sido montado e preparado o show para sua estreia pública. Em 28 de maio de 2003, a primeira apresentação pública teste de Wicked foi realizada no Curran Theatre em São Francisco. Outros testes pré-Broadway seguiram durante maio e junho. A reação do público foi positiva, enquanto os críticos tenderam a elogiar a estética e o espetáculo do show, mas criticaram as canções e coreografias. Dennis Harvey, do Variety,  omentou positivamente sobre o trabalho técnico e o vestuário, mas criticou o roteiro e as letras “banais” das músicas, enquanto Karen D'Souza, do San Jose Mercury News escreveu sobre o ar carnavalesco da obra. A equipe criativa, então, fez grandes mudanças antes de sua transferência para a Broadway. A música "Which Way is the Party?" ("Para que lado fica a festa"?), introdutória ao personagem Fiyero, foi posteriormente substituída por  "Dancing Through Life"  ("Dançando através da vida"). Além disso, havia a preocupação de que a Elphaba de Menzel havia "ficado um pouco ofuscada" pela Glinda de Chenoweth. O crítico do San Francisco Chronicle, Robert Hurwitt escreveu que "a intensa Elphaba, a Bruxa Malvada de Menzel, precisa de uma chance de realizar seu próprio sucesso ao lado da gloriosamente e insidiosamente borbulhante Glinda de Chenoweth"; fazendo a equipe de criação realizar mudanças em sua personagem para torna-la "mais proeminente." Sobre as revisões para a Broadway, Holzman lembrou: "Stephen [Schwartz] sabiamente insistiu em ter três meses para reescrever no período entre o termino das apresentações em São Francisco e quando estávamos voltando para os ensaios em Nova York; o que foi crucial para o crescimento do show." Em 30 de outubro 2003, o musical estreou oficialmente na Broadway.

## Elenco
| Personagem       | Descrição | Atores originais da Broadway | Atual atores da Broadway (2025) | Atores originais no West End | Atual atores do West End (2025) | Atores de São Paulo (2016) | Atores de São Paulo (2023) | Atores de São Paulo (2025) | Atores no cinema (2024 & 2025) |
| ---------------- | --- | ---------------------------- | ------------------------------- | ---------------------------- | ------------------------------- | -------------------------- | -------------------------- | -------------------------- | ------------------------------ |
| Elphaba          | Elphaba Thropp, a menina de pele verde, que acaba se tornando conhecida como a Bruxa Má do Oeste.                           | Idina Menzel                 | Lencia Kebede                   | Idina Menzel                 | Emma Kingston                   | Myra Ruiz                  | Myra Ruiz                  | Myra Ruiz                  | Cynthia Erivo                  |
| Glinda           | Galinda Upland, a melhor amiga de Elphaba na Universidade de Shiz, que eventualmente se torna conhecida como Glinda, a Boa. | Kristin Chenoweth            | Allie Trimm                     | Helen Dallimore              | Zizi Strallen                   | Fabi Bang                  | Fabi Bang                  | Fabi Bang                  | Ariana Grande                  |
| Fiyero           | Um príncipe Winkie e interesse amoroso de Glinda mas acaba se apaixonado por Elphaba.                                       | Norbert Leo Butz             | Jordan Litz                     | Adam Garcia                  | Carl Man                        | Jonatas Faro e André Loddi | Tiago Barbosa              | Hipólyto                   | Jonathan Bailey                |
| O Mágico de Oz   | O governante corrupto de Oz.                                                                                                | Joel Grey                    | Brad Oscar                      | Nigel Planer                 | Michael Matus                   | Sérgio Rufino              | Marcelo Médici             | Baccic                     | Jeff Goldblum                  |
| Madame Morrible  | Reitora da Universidade de Shiz, onde Elphaba e Galinda estudam.                                                            | Carole Shelley               | Natasha Yvette Williams         | Miriam Margolyes             | Sarah Ingram                    | Adriana Quadros            | Diva Menner                | Karin Hils                 | Michelle Yeoh                  |
| Nessarose        | Irmã mais nova de Elphaba, que é cadeirante e eventualmente se torna conhecida como a Bruxa Má do Leste.                    | Michelle Federer             | Jenna Bainbridge                | Katie Rowley Jones           | Hannah Qureshi                  | Giovanna Moreira           | Nayara Venancio            | Luisa Bresser              | Marissa Bode                   |
| Boq              | Um Munchkin que encontra Elphaba na Shiz e se apaixona por Glinda.                                                          | Christopher Fitzgerald       | Daniel Quadrino                 | James Gillan                 | Ross Carpenter                  | Bruno Fraga                | Dante Paccola              | Thadeu Torres              | Ethan Slater                   |
| Doctor Dillamond | Uma cabra falante e professor na Shiz.                                                                                      | William Youmans              | William Youmans                 | Martin Ball                  | David Mckenchnie                | César Mello                | Cleto Baccic               | Arízio Magalhães           | Peter Dinklage                 |

## Números musicais

### Ato I
- "No One Mourns the Wicked" (Sem perdão à Bruxa);– Glinda e povo de Oz

- "Dear Old Shiz" (Nossa Shiz);– Estudantes e Glinda

- "The Wizard and I" (O Mágico e Eu);– Madame Morrible e Elphaba

- "What is this Feeling?" (Ódio/Que Sentimento));– Glinda, Elphaba e estudantes

- "Something Bad"(Algo mau);– Doctor Dillamond e Elphaba

- "Dancing Through Life" (É só dançar);– Fiyero, Glinda, Boq, Nessarose, Elphaba e estudantes

- "Popular" (Popular);– Glinda

- "I'm Not that Girl "(Não é pra mim);– Elphaba

- "One Short Day" (Venha Ver);– Elphaba, Glinda e cidadãos de Emerald City

- "A Sentimental Man"(Sentimental);– O Mágico de Oz

- "Defying Gravity" (Desafiar a Gravidade);– Glinda, Elphaba, Guardas e cidadãos de Oz

### Ato II
- "No One Mourns the Wicked" (Sem perdão à Bruxa) (reprise);- Cidadãos de Oz

- "Thank Goodness" (Que dia/Não dá pra ser mais feliz);– Glinda,  Madame Morrible, Cidadãos de Oz e Fiyero

- "The Wicked Witch of the East" (A bruxa má do Leste);– Elphaba, Nessarose e Boq

- "Wonderful" (Mágico);– O Mágico de Oz e Elphaba

- "I'm Not That Girl" (Não é pra mim) (reprise);– Glinda

- "As Long as You're Mine" (Se eu tenho você);– Elphaba e Fiyero

- "No Good Deed" (Todo bem tem seu preço);– Elphaba

- "March of the Witch Hunters" (Marcha dos Caçadores de Bruxa);– Boq e Cidadãos de Oz

- "For Good" (Tudo Mudou)– Glinda e Elphaba

- "Finale";– Todos

## Música e gravações

### Análise musical
A trilha sonora de Wicked é fortemente temática, tendo em alguns sentidos mais semelhança com muitas trilha sonoras cinematográficas. Enquanto que as partituras de musicais empregam novas melodias para cada música com pouca sobreposição, Schwartz integrou um punhado de leitmotivs ao longo da produção. Alguns desses temas indicam ironia — por exemplo, quando Galinda presenteia Elphaba com um chapéu em "Dancing through life" a trilha reprisa o tema de "What is this feeling?", em que Elphaba e Glinda mostram seu ódio mútuo uma pela outra.
Dois temas musicais se desenvolvem em Wicked durante a sua trilha sonora. Embora raramente Schwartz reutilize temas ou melodias de trabalhos anteriores, o primeiro tema de Elphaba veio de The Survival of St. Joan, em que ele trabalhou como diretor musical. "Eu sempre gostei muito dessa música e eu nunca consegui descobrir o que fazer com ela", comentou em uma entrevista em 2004. Uma progressão que ele escreveu primeiramente em 1971, tornou-se um tema importante da orquestração do show. Ao alterar os instrumentos que carregam cada tema, Schwartz permite que a mesma melodia surja de diferentes modos. Na abertura, a música é feita pela parte bronze da orquestra, seguida de uma percussão pesada. O resultado é, nas próprias palavras de Schwartz, "como uma sombra gigante aterrorizando você". Quando tocada pelo piano acompanhada de um baixo elétrico em "As Long As You're Mine", no entanto, a mesma progressão de acordes se torna a base para um dueto romântico. E com novas letras e uma ponte alterada, o tema constitui o núcleo da música "No One Mourns the Wicked" e seu reprise.
Schwartz usa um tema "Unlimited" como o segundo maior em toda a produção musical. Embora não incluso como uma canção intitulada, o tema aparece como um Intermezzo em diversas canções da peça. Em tributo a Harold Arlen, que compôs para a música do filme de 1939, a melodia de "Unlimited" incorpora as primeiras sete notas musicais de "Over the Rainbow". Schwartz incluiu isso como uma piada, já que, "Segundo as leis de direitos autorais, se você chegar até a oitava nota, alguém pode vir e dizer, 'Oh você roubou minha melodia.' A canção é disfarçada e completamente diferente ritmicamente, além de ser harmonizada de forma distinta....é bem variada, mas ainda assim continua sendo as sente primeiras notas de 'Somewhere Over the Rainbow'". Schwartz também obscureceu o tema de origem usando uma minor key em várias passagens. Isso também cria um contraste entre as canções, como por exemplo em "Defying Gravity", que é escrita primariamente na chave de D-flat major. na canção "The Wicked Witch of the East", todavia, quando Elphaba finalmente usa seus poderes para fazer sua irmã andar, o tema "Unlimited" é tocado em uma major key.

### Gravações
A gravação de elenco da produção original da Broadway foi lançada em 16 de dezembro de 2003, pela Universal Music. Todas as músicas apresentados no palco estão presentes na gravação com a exceção de "The Wizard And I (Reprise)" e  "Wicked Witch of the West". A curta reprise de "No One Mourns the Wicked", que também abre o Ato II está ligado ao início de "Thank Goodness". A música foi organizada por Stephen Oremus, que também foi o condutor e diretor musical, e James Lynn Abbott, com orquestrações por William David Brohn. A gravação recebeu o Grammy de Melhor Álbum de um Show Musical em 2005 e foi certificado como disco platina pela RIAA em 30 de novembro de 2006. O álbum foi certificado com a dupla platina em 8 de novembro de 2010. Uma edição especial do quinto aniversário do álbum foi lançado em 28 de outubro de 2008, com um CD bônus incluindo faixas das gravações dos elencos japoneses e alemães, "Making Good" - uma canção mais tarde substituída por "The Wizard and I" - cantada por Stephanie J. Block com Schwartz no piano, "I'm Not that Girl" por Kerry Ellis (com Brian May na guitarra), e a versão de Menzel de "Defying Gravity", e "For Good", cantada por LeAnn Rimes e Delta Goodrem.
Uma gravação alemã foi produzida e lançada em 7 de dezembro de 2007, com uma lista de músicas e arranjos idênticos aos da gravação da Broadway. A gravação do elenco japonês foi lançada em 23 de julho de 2008, com o elenco original de Tóquio realizando os vocais.

### Orquestração
| Original | Reduzida |
| --- | --- |
| Reed 1: flautim, flauta, flauta alto, flauta doce, Tin whistle Reed 2: oboé, corne inglês, oboé baixo Reed 3: clarinete, requinta, clarinete baixo, saxofone soprano Reed 4: flauta, clarinete, clarinete baixo, baixo, saxofone barítono | Reed 1: flautim, flauta, flauta alto, flauta doce, Tin whistle Reed 2: oboé, corne inglês Reed 3: requinta, clarinete, clarinete baixo, saxofone soprano |
| Duas trompas Dois trompetes (e fliscorne) Dois trombones | Uma trompa Dois trompetes (e fliscorne) Um trombone |
| Bateria (incluindo caixa, bumbo, tom-tom, prato de ataque, prato chinês, prato sizzle, ride, pandeireta, berimbau e outros items auxiliares)                                                                                              | Bateria (incluindo caixa, bumbo, tom-tom, prato de ataque, prato chinês, prato sizzle, ride, pandeireta, berimbau e outros items auxiliares)             |
| Percussão (incluindo glockenspiel, vibrafone, tímpano, carrilhão de orquestra, crótalo. gongo, taiko, triângulo e outros instrumentos) | Percussão (incluindo glockenspiel, vibrafone, tímpano, carrilhão de orquestra, crótalo. gongo, taiko, triângulo e outros instrumentos)                   |
| Guitarra 1 (elétrica, acústica, banjo, bandolim, E-bow) Guitarra 2 (elétrica, acústica, banjo, doze cordas, E-bow) | Guitarra (elétrica, acústica, clássica, E-bow, banjo, doze cordas, bandolim)                                                                             |
| Violino 1 (e violino elétrico) Violino 2 Viola Violoncelo Contrabaixo (com baixo elétrico, fretless e Fender Bass) | Violino Violoncelo Contrabaixo |
| Uma harpa Três instrumento de teclas (piano, piano Rhodes, piano eletrônico, orquestra de corda, vários metais e madeiras) | Quatro instrumento de teclas (piano, piano Rhodes, piano eletrônico, orquestra de corda, vários metais e madeiras)                                       |

## Produções

### Produção original da Broadway

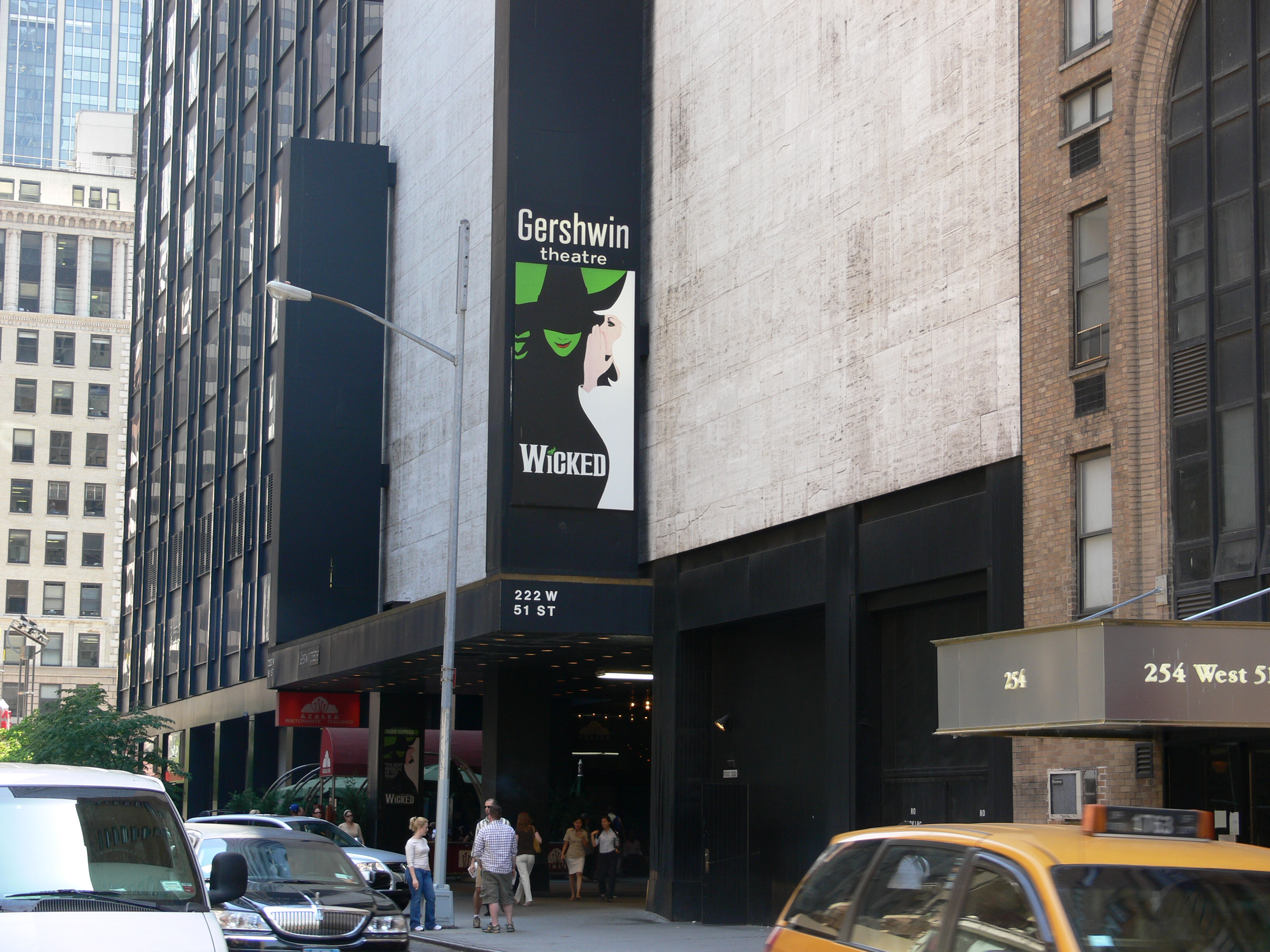
A produção original da Broadway ocorreu no Gershwin Theatre desde sua abertura em 2003

Wicked abriu oficialmente em 10 de junho de 2003 no Teatro Curran, em São Francisco, depois dos testes que começaram em 28 de maio, em uma apresentação pré-Broadway feita pela SHN. O elenco incluía Kristin Chenoweth como Glinda, Idina Menzel como Elphaba, Robert Morse como o Mágico, Norbert Leo Butz como Fiyero, Michelle Federer como Nessarose, Carole Shelley como Madame Morrible, John Horton como Doutor Dillamond e Kirk McDonald como Boq. Stephanie J. Block, que originalmente leu o papel de Elphaba, serviu de substituta da personagem durante os testes, mas deixou o elenco antes do show se mudar para a Broadway. Os testes em São Francisco fecharam em 29 de junho de 2003, e, após uma extensa reformulação, o musical começou a ser exibido na Broadway no Gershwin Theatre em 8 de outubro de 2003, e fez sua estreia oficial em 30 de outubro. As principais mudanças incluíram Joel Gray como o Mágico, William Youmans como Doutor Dillamond e Christopher Fitzgerald como Boq.
Em 12 de março de 2020, Wicked suspendeu temporariamente suas apresentações devido à pandemia de COVID-19. O espetáculo retornou em 14 de setembro de 2021 com Lindsay Pearce como Elphaba e Ginna Claire Mason como Glinda. Kristin Chenoweth fez um discurso pré-cortina antes da grande reabertura do show.

### Outras produções americanas e canadenses
Em 2005, a primeira turnê nacional de Wicked começou em Toronto, e, desde então, visitou diversas cidades em todo os Estados Unidos e Canadá. Stephanie J. Block foi definida para abrir a turnê como Elphaba com prévias começando em 8 de março, mas depois de ter sofrido uma pequena lesão no ensaio, Kristy Cates temporariamente tomou seu lugar. As prévias foram, portanto, adiados para o dia seguinte. Depois de alguns atrasos, o elenco fez sua estreia em 25 de março, e a turnê inaugurou oficialmente em 31 de março. O elenco original também incluía Kendra Kassebaum como Glinda, Derrick Williams como Fiyero, Jenna Leigh Green como Nessarose, Carol Kanecomo Madame Morrible, Timothy Britten Parker como Doutor Dillamond , Logan Lipton como Boq, e David Garrison como o Mágico.

Wicked foi executado no Orpheum Theatre em São Francisco por mais de dois anos

Enquanto o elenco original iria realizar uma turnê limitada de 29 de abril até 12 de junho de 2005, na Ford Center for the Performing Arts Oriental Theatre em Chicago, os produtores decidiram prolongá-lo as apresentações sem data de fim definido. Abrindo no mesmo teatro de Chicago no dia seguinte ao fim a turnê, o elenco original incluía Ana Gasteyer como Elphaba, Kate Reinders como Glinda, Rondi Reed como Madame Morrible, Kristoffer Cusick como Fiyero,Telly Leung como Boq, Heidi Kettenring como Nessarose e Weygandt Gene como o Mágico. A produção encerrou em 25 de janeiro de 2009, após mais de 1.500 apresentações.  A produção da turnê retornou a Chicago para um show especial no Cadillac Palace Theatre a partir de 1 de dezembro de 2010 até 23 de janeiro de 2011.
Uma produção sem fim definido também apareceu em Los Angeles, Califórnia, no Pantages Theatre. As performances começaram em 10 de fevereiro de 2007, com uma abertura oficial em 21 de fevereiro. Megan Hilty e a estrela original da Broadway, Eden Espinosa, foram Glinda e Elphaba, respectivamente, enquanto Carol Kane foi Madame Morrible, Timothy Britten Parker foi o Doutor Dillamond, Jenna Leigh Green foi Nessarose, Adam Wylie foi Boq, Kristoffer Cusick foi Fiyero, e John Rubinstein era o Mágico. A produção fechou em 11 de janeiro de 2009, após 791 apresentações e 12 prévias. A produção da turnê nacional voltou ao Teatro Pantages para apresentações limitadas de 30 de novembro de 2011 até 29 de janeiro de 2012.
A produção de Wicked em São Francisco abriu oficialmente em 6 de fevereiro de 2009, no Orpheum Theatre, seguido de prévias que ocorreu em 27 de janeiro. O elenco incluiu Wicks Teal como Elphaba, Kendra Kassebaum como Glinda, Nicolas Dromard como Fiyero, Carol Kane como Madame Morrible, David Garrison como o Mágico, Deedee Magno como Nessarose, Tom Flynn como Doutor Dillamond, e Eddy Rioseco como Boq. A produção encerrou em 5 de setembro de 2010, após 672 apresentações e 12 prévias.
A segunda turnê nacional de Wicked teve início em 2009, com prévias em 7 de março e a noite de abertura oficial em 12 de março no Barbara B. Mann Performing Arts Hall, em Fort Myers, na Flórida. Como a primeira vez, esta produção visitou várias cidades dos Estados Unidos. O elenco original incluía Marcie Dodd como Elphaba, Helene Yorke como Glinda, Colin Donnell como Fiyero, Kristine Reese como Nessarose, Marilyn Caskey como Madame Morrible, David deVries como Doutor Dillamond, Ted Ely como Boq, e Tom McGowan como o Mágico.

### Produção britânica

Desde sua abertura, a produção londrina apresentou-se no Apollo Victoria Theatre

A produção do West End abriu em 27 de setembro de 2006, na Apollo Victoria Theatre, depois das prévias iniciadas em 7 de setembro de 2006. A produção celebrou o seu quinto aniversário em 27 de setembro de 2011, com uma apresentação especial com ex-membros do elenco de West End. Esta produção foi adaptada para um público britânico, incluindo pequenas alterações criativas para o diálogo, coreografias e efeitos especiais. A maioria destas alterações foram mais tarde incorporadas em todas as produções de Wicked.
A produção do West End reuniu a equipe criativa original do show com Idina Menzel da produção original da Broadway, reprisou o papel de Elphaba. Os  membros do elenco original de Londres incluíam Helen Dallimore como Glinda, Miriam Margolyes como Madame Morrible, Adam Garcia como Fiyero, Martin Bola como Doutor Dillamond, James Gillan como Boq, Katie Rowley Jones como Nessarose e Nigel Planer como o Mágico.
Depois de Menzel atuar por três meses na produção, ela foi substituída por Kerry Ellis, que mais tarde se transferiu para a produção da Broadway, e tornou-se a britânica que ficou atuando por mais tempo atuando como Elphaba. Em substituição á Ellis, Alexia Khadime, tornou-se a primeira mulher negra a assumir o papel de Elphaba em qualquer uma das produções em todo o mundo. Depois de substituir Khadime, Rachel Tucker ultrapassou Ellis como a Elphaba de maior duração no West End, tendo desempenhado o papel por mais de 2 anos. Louise Dearman (que estrelou como Glinda entre 2010-11) assumiu como Elphaba em outubro de 2012, marcando a primeira vez que uma protagonista havia atuado nos dois papéis principais do musical.

### Filme
A adaptação cinematográfica de Wicked tem estado em conversações desde 2004, mas os produtores estavam esperando por um aumento nos ganhos da produção musical. Em julho de 2012, foi relatado que a Universal Pictures estava dando "passos á frente" na realização da produção. A empresa procurou Stephen Daldry para dirigir o filme, enquanto contratava Winnie Holzman, que escreveu o libreto do musical, para escrever o roteiro. Enquanto a ideia da adaptação para o cinema tem sido falado há algum tempo, a sua produção em si tem sido lenta. Finalmente, em junho de 2016 a Universal Pictures anunciou oficialmente a produção e adaptação de Wicked para o cinema. Em novembro de 2021 foi anunciado que a cantora e atriz Ariana Grande interpretaria a bruxa Glinda, enquanto Cynthia Erivo ficaria com o papel da bruxa má Elphaba. Em 2022 se iniciaram as gravações. O cineasta responsável pela adaptação, Jon M. Chu, contou que a ideia inicial de adaptar Wicked em um só filme se mostrou inviável. Assim, a produção foi dividida em duas partes: o primeiro longa com previsão de lançamento para dezembro de 2024 (data posteriormente adiantada para novembro) e o segundo um ano depois, em dezembro de 2025. Em 16 de abril de 2023, as primeiras imagens do filme foram divulgadas. No mesmo mês, durante o evento CinemaCon em Las Vegas, um primeiro teaser exclusivo foi apresentado ao público.

### Produções pelo mundo
| Produção                 | Local | Estreia      | Encerramento  | Notas |
| ------------------------ | --- | ------------ | ------------- | --- |
| São Francisco            | Curran Theatre | 10 Jun, 2003 | 29 Jun, 2003  | Teste Pré-Broadway. Transferido para Broadway. |
| NY - Broadway            | Gershwin Theatre | 20 Out, 2003 | Ainda ativo   | Gravação de CD com o elenco original |
| 1º Turnê Norte-Americana | Varios | 31 Mar, 2005 | 15 Mar, 2015  | Primeiro Local: Toronto, Canadá. A noite de abertura foi cancelada devido a um acidente com a atriz Stephanie J. Block. Uma das turnês mais longas da história. |
| Chicago                  | Ford Center-Oriental Theatre                                                                                         | 13 Jul, 2005 | 25 Jan, 2009  | Transferido para a 2ª turnê Norte-Americana |
| Londres - West End       | Apollo Victoria Theatre                                                                                              | 27 Set, 2006 | Ainda Ativo   | Primeira produção oficial fora dos EUA. |
| Los Angeles              | Pantages Theatre | 21 Feb, 2007 | 11 jan, 2009  | Transferido para São Francisco. |
| Tóquio                   | The Dentsu-Shiki Theatre                                                                                             | 17 Jun, 2007 | 6 Set, 2009   | Primeira produção de língua estrangeira (gravação de CD com elenco); transferido para Osaka. |
| Stuttgart                | Palladium Theater | 15 Nov, 2007 | 29 Jan, 2010  | Primeira produção em língua alemã (gravação de CD com elenco); transferido para Oberhausen. |
| Melbourne                | Regent Theatre | 12 Jul, 2008 | 9 Ago, 2009   | Transferido para Sydney. |
| São Francisco            | Orpheum Theatre | 6 Fev, 2009  | 5 Set, 2010   | Segunda produção na Califórnia. |
| 2º Turnê Norte-Americana | Vários | 12 Mar, 2009 | Ainda Ativo   | Primeiro Local: Fort Myers, Flórida. |
| Sydney                   | Capitol Theatre | 12 Set, 2009 | 26 Set, 2010  | Transferido para a Turnê Australiana. |
| Osaka                    | Osaka Shiki Theatre                                                                                                  | 11 Out, 2009 | 13 Fev, 2011  | Transferido para Fukuoka. |
| Oberhausen               | Metronom Theater | 8 Mar, 2010  | 2 Set, 2011   | |
| Helsinki                 | Helsinki City Theatre                                                                                                | 26 Ago, 2010 | 4 Mai, 2011   | Primeira produção com elementos não-originais no roteiro. |
| Copenhagen               | Det Ny Teater | 12 Jan, 2011 | 29 Mai, 2011  | Segunda produção com elementos não-originais no roteiro. |
| Turnê Australiana        | QPAC, Brisbane Festival Centre, Adelaide Burswood Theatre, Perth                                                     | 25 Jan, 2011 | 11 Set, 2011  | Noite de abertura cancelada devido a enchentes em Queensland. Transferido para Turnê Asiática. |
| Fukuoka                  | Canal City Theatre                                                                                                   | 3 Abr, 2011  | 28 Ago, 2011  | Transferido para Nagoya. |
| Nagoya                   | Shin Nagoya Musical Theater                                                                                          | 25 Set, 2011 | 2 Set, 2012   | |
| Turnê Asiática           | Grand Theater, Singapura/ Bluesquare Samsung Electronics Hall, Seul, Korea                                           | 9 Dez, 2011  | 7 Out, 2012   | Produção em língua inglesa. |
| Scheveningen             | AFAS Circus Theater                                                                                                  | 6 Nov, 2011  | 11 Jan, 2013  | Primeira produção em língua holandesa. |
| Tóquio                   | The Dentsu-Shiki Theatre                                                                                             | 3 Ago, 2013  | 16 Nov, 2014  | Primeira remontagem (revival) em um país. |
| Turnê Inglesa/Irlandesa  | Vários | 17 Set, 2013 | 25 Jul, 2015  | Primeiro Local: Manchester, Inglaterra. |
| Turnê Australásia        | The Civic, Auckland, Nova Zelândia CCP Main Theater, Manila, Filipinas Melbourne, Sydney, Brisbane, Perth; Austrália | 21 Set, 2013 | 28 Jun, 2015  | Primeiro local: Auckland, Nova Zelândia. |
| Cidade do México         | Teatro Telcel | 17 Out, 2013 | 18 Jan, 2015  | Primeira produção em língua espanhola. |
| Seul                     | Charlotte Theater | 22 Nov, 2013 | 5 Out, 2014   | Primeira produção em língua coreana. |
| São Paulo                | Teatro Renault | 3 Mar, 2016  | 18 Dez, 2016  | Primeira produção em língua portuguesa, primeira montagem sul-americana, e maior cenário do mundo já montado para o musical. |
| São Paulo                | Teatro Santander | 9 Mar, 2023  | 23 Jul., 2023 | Segunda vinda do musical ao Brasil. Desta vez, diferente da primeira, não se trata de uma réplica do musical da Broadway, mas sim de uma adaptação, que preserva as canções e o roteiro, mas com novos cenários, figurinos etc. É a segunda produção não réplica de Wicked no mundo, a primeira ocorreu em Hamburgo.                                      |
| São Paulo                | Teatro Renault | 20 Mar, 2025 | Ainda Ativo   | Terceira versão do musical no Brasil. Mais uma vez, tem-se uma não réplica no país, o que significa que os cenários, figurinos etc. não são os mesmos da primeira nem da segunda montagem. O musical volta ao Teatro Renault, onde esteve pela primeira vez em 2016. Com esta versão, o Brasil se torna o país que recebeu o musical mais vezes no mundo. |
| Sapporo                  | Hokkaido Shiki Theatre                                                                                               | Mai, 2016    | -             | |
| Daegu                    | Keimyung Arts Center                                                                                                 | 18 Mai, 2016 | 19 Jun, 2016  | Primeira remontagem coreana. Transferida para Seul. |
| Seul                     | Opera Theater no Seoul Arts Center                                                                                   | 12 Jul, 2016 | 28 Ago, 2016  | Transferido para Daegu. |
| Bradford                 | The Alhambra Theatre                                                                                                 | 20 Jul, 2016 | 21 Ago, 2016  | Transferida para a "Segunda Turnê Asiática" |

## Prêmios e indicações
A produção original da Broadway de Wicked foi nomeada para onze Tonys em 2004, incluindo Melhor Musical, Melhor Libreto, Melhor Orquestrações, Melhor Trilha Sonora Original, Melhor Coreografia, Melhor Figurino, Melhor Design de Iluminação, Melhor Cenografia, e duas indicações a Melhor Atriz em Musical para Menzel e Chenoweth. Menzel ganhou o prêmio de Melhor Atriz, e o show também ganhou os prêmios Tony de Melhor Cenografia e Melhor Figurino, nomeadamente perdendo em Melhor Libreto, Trilha Sonora Original e Melhor Musical, para Avenue Q. No mesmo ano, o show ganhou seis Drama Desk Awards de 11 indicações, incluindo Melhor Musical, Melhor Livro, Melhor Diretor, e  Melhor Figurino. Além de ganhar quatro Outer Critics Circle Awards de 10 indicações. A gravação do elenco original da Broadway também recebeu o Grammy de 2005 para Melhor Álbum de show musical. Desde a sua abertura em 2003, a produção da Broadway de Wicked acumulou 32 prêmios de 63 indicações, sendo nomeado consecutivamente todos os anos em, pelo menos, um prêmio.
Da mesma forma, as produções seguintes do musical igualaram no sucesso abundante. As turnês norte-americanas receberam 12 prêmios de 14 indicações, enquanto a produção de Chicago foi nomeada para cinco Joseph Jefferson Awards. A produção do West End recebeu cinco nomeações no Laurence Olivier Award, apesar de não ganhar nenhum, em 2007. Em 2010 ganhou o Audience Award para show mais popular. A produção australiana original recebeu seis Prêmios Helpmann de 12 indicações, incluindo Melhor Musical. Wicked foi nomeado o Melhor Musical da década pela revista Entertainment Weekly e saudado como "um fenômeno cultural" pela revista Variety.
Embora não seja tecnicamente um "prêmio", o personagem de Elphaba foi nomeado como 79º na lista da Entertainment Weekly dos 100 maiores personagens dos últimos 20 anos.

## Recepção da crítica

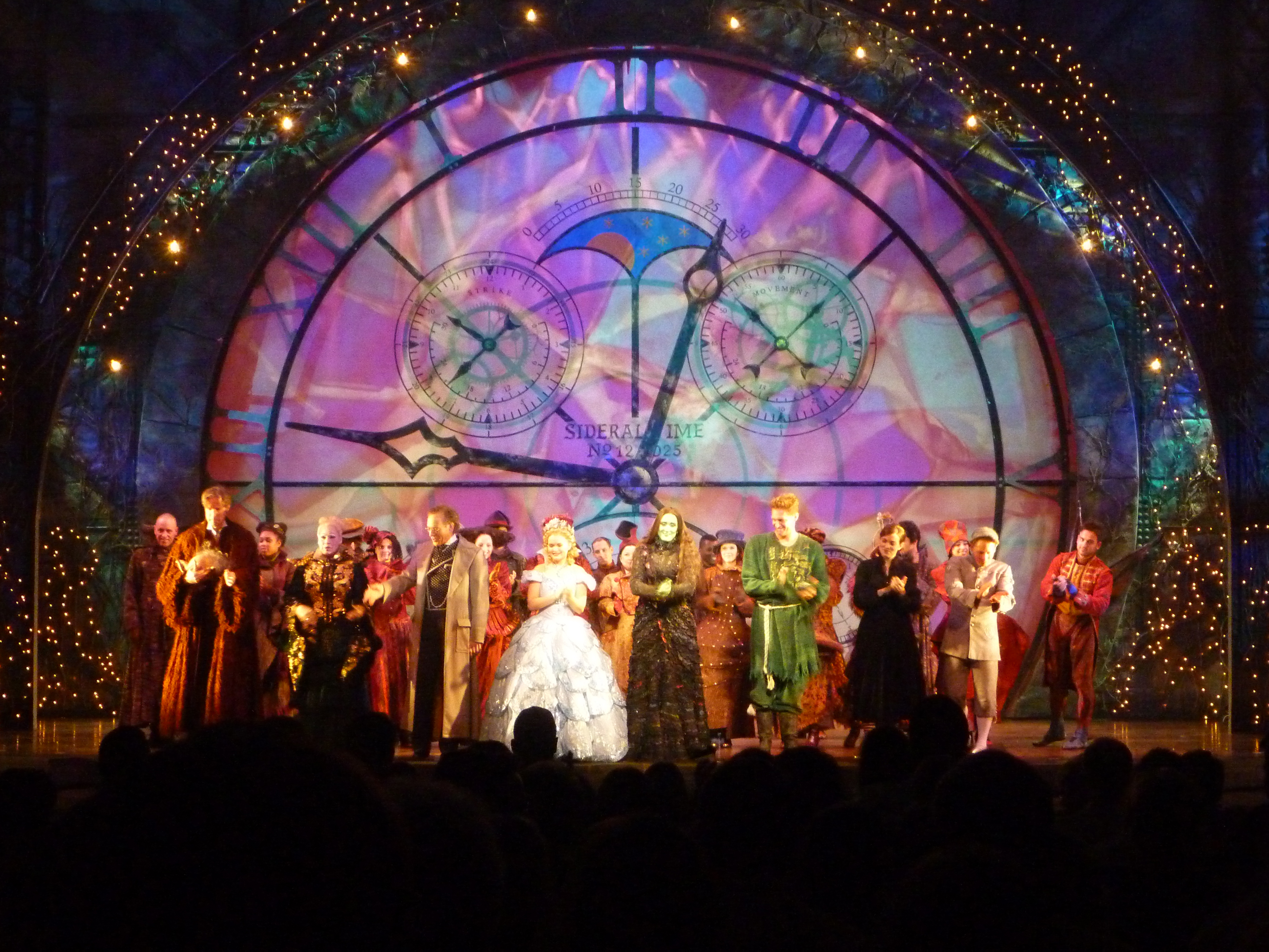
O elenco em turnê em Omaha, Nebraska

A produção da Broadway abriu em 30 de outubro de 2003, com críticas mistas dos críticos de teatro. Menzel e Chenoweth receberam elogios quase unânimes por suas performances como Elphaba e Glinda. Ambos os americanosToday e Time Magazine deram a produção da Broadway de Wicked opiniões muito positivas, com Richard Zoglin do Time dizendo: "Se cada musical tivesse a inteligência, um coração e a coragem de Wicked, a Broadway seria realmente um lugar mágico". Elysa Gardner para o USA Today descreveu como "o mais completo, e completamente satisfatório, novo musical que eu me deparei em um longo tempo." Por outro lado, Ben Brantley no New York Times afirmou que amou a produção, mas criticou o show em si, chamando-a de "sermão" que "exagera em sua seriedade e dilui o seu poder", com uma partitura "genérica". Ele observou que Glinda é um papel tão vistoso que o público acaba torcendo para ela e não a "surpreendentemente incolor" Elphaba, que é "nominalmente" a heroína da história. Apesar das críticas mistas, o interesse em Wicked se espalhou rapidamente pelo boca a boca, levando a uma quebra de recorde de bilheteria. Falando ao The Arizona Republic em 2006, Schwartz, comentou: "O que posso dizer? Comentários são comentários.... Eu sei que dividiu os críticos. Nós não dividimos o público, e é isso que importa."